# Großschloppen

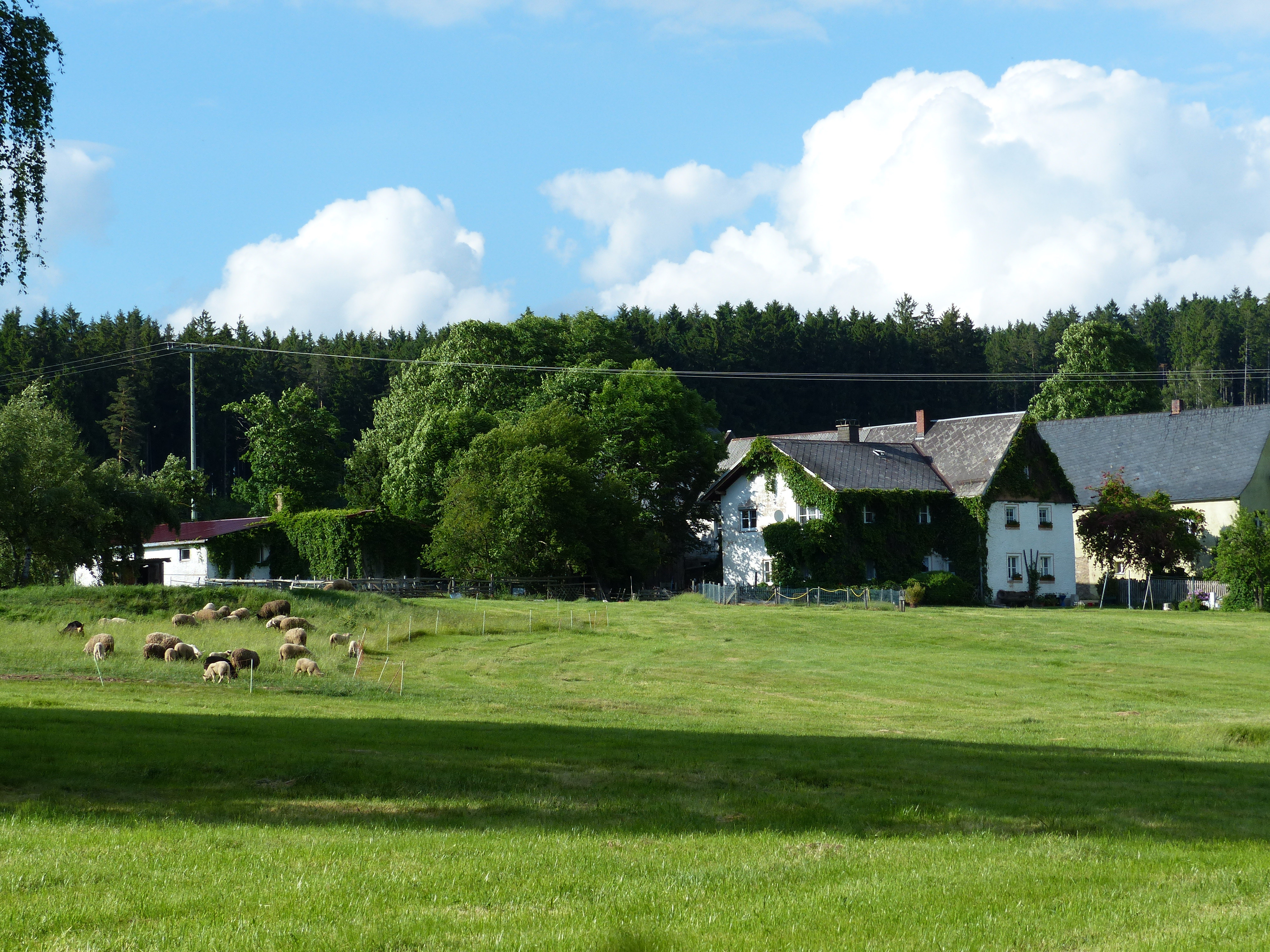
Bauernhof in Großschloppen

Großschloppen ist ein Gemeindeteil der Stadt Kirchenlamitz im Landkreis Wunsiedel im Fichtelgebirge (Oberfranken, Bayern).

## Lage
Das Dorf liegt auf freier Flur, 2,2 km südwestlich von Kirchenlamitz an einer Abzweigung der Kreisstraße WUN 1 zwischen Kirchenlamitz und Weißenstadt, die in Richtung Reicholdsgrün weiterführt. 
Der ehemalige Gemeindeteil von Reicholdsgrün wurde im Zuge der Gemeindegebietsreform 1978 zusammen mit seinem Hauptort nach Kirchenlamitz eingegliedert.
Unter Denkmalschutz steht ein Wohnstallhaus. Das Uranbergwerk Weißenstadt weist darauf hin, dass mit der Grube Christa bei Großschloppen Pechblende abgebaut wurde. Gefunden wurden auch Klockmannit, Berzelianit und Umangit.